# Germán Osvaldo Cortez Sandoval
Germán Osvaldo Cortez Sandoval (n. 20 de abril de 1954 - f. 9 de junio de 2010) fue un político mexicano, miembro del Partido Revolucionario Institucional. Fue diputado federal hasta su fallecimiento en el cargo.
Germán Osvaldo Cortez Sandoval fue contador público egresado de la Escuela Superior de Comercio y Administración del Instituto Politécnico Nacional, en donde se desempeñó como presidente de la Sociedad de Alumnos, de la Generación de Pasantes y de la Confederación Nacional de Profesionales Egresados del Instituto Politécnico Nacional, esta última perteneciente al PRI; fue además presidente del Bloque de Estudiantes del IPN y vicepresidente del Frente Estudiantil Mexicano.
A lo largo de su carrera profesional ocupó cargos en la Secretaría de Educación Pública, la Secretaría de Gobernación, la Secretaría de Programación y Presupuesto, la Procuraduría General de la República, el Banco de Crédito Rural (BANRURAL) y el Instituto de Seguridad y Servicios Sociales de los Trabajadores del Estado (ISSSTE); de 1999 a 2000 fue subsecretario de Educación del gobierno de Sinaloa, de 2004 a 2005 director del CONALEP de Ciudad Azteca, de 2005 a 2007 director general del Tecnológico de Estudios Superiores de Ixtapaluca y de 2007 a 2009 rector de la Universidad Tecnológica de Nezahualcóyotl. 
Fue elegido diputado federal a la LXI Legislatura para el periodo de 2009 a 2012 en representación del Distrito 31 del estado de México, siendo en la Cámara de Diputados secretario de la comisión de Cultura y miembro de las de Ciencia y Tecnología y de Educación Pública y Servicios Educativos. Falleció en el ejercicio de la diputación el 9 de junio de 2010 a causa de un infarto.